# My Only Wish (This Year)
"My Only Wish (This Year)" là một bài hát pop giáng sinh của nghệ sĩ thu âm người Mỹ Britney Spears, được sáng tác bởi Brian Kierulf, Josh Schwartz và Spears. Nó được phát hành lần đầu tiên trong album tổng hợp giáng sinh Platinum Christmas (2000).Trong lời bài hát, Spears nhờ ông già tuyết tìm cho cô một tình nhân trong mùa lễ. Bài hát nhận được những ý kiến trái chiều từ các nhà phê bình âm nhạc, tuy nhiên gần một thập kỷ sau khi phát hành, họ cảm thấy rằng nó có thể được coi là một bản nhạc cổ điển cho dịp lễ. "My Only Wish (This Year)" đã lọt vào nhiều bảng xếp hạng ở nhiều quốc gia, và đặc biệt thành công ở Hàn Quốc, đạt được hơn 600.000 lượt tải tại đây. Ngày 22 tháng 10 năm 2013, một đoạn video chỉ có âm thanh của bài hát đã được đăng tải lên tài khoản Vevo chính thức của Spears.

## Thành phần thực hiện
- Sáng tác – Brian Kierulf, Josh Schwartz, Britney Spears
- Sản xuất – Brian Kierulf
- Giọng hát – Britney Spears

## Xếp hạng
| Bảng xếp hạng (2000–2016)                | Vị trí cao nhất |
| ---------------------------------------- | --------------- |
| Đan Mạch (Tracklisten)                   | 29              |
| Hà Lan (Single Top 100)                  | 57              |
| Đức (GfK)                                | 90              |
| Slovakia (IFPI)                          | 54              |
| South Korea International Singles (GAON) | 1               |
| Ba Lan (Polish Airplay Top 100)          | 40              |
| Thụy Điển (Sverigetopplistan)            | 41              |
| US Holiday Digital Songs (Billboard)     | 38              |
| US Holiday Songs (Billboard)             | 49              |

## Chứng nhận
| Quốc gia                                                                           | Chứng nhận | Số đơn vị/doanh số chứng nhận |
| ---------------------------------------------------------------------------------- | ---------- | ----------------------------- |
| Đan Mạch (IFPI Đan Mạch)                                                           | Vàng       | 30,000^                       |
| * Chứng nhận dựa theo doanh số tiêu thụ. ^ Chứng nhận dựa theo doanh số nhập hàng. |            |                               |